# Brixia griveaudi
Brixia griveaudi är en insektsart som beskrevs av Synave 1965. Brixia griveaudi ingår i släktet Brixia och familjen kilstritar. Inga underarter finns listade i Catalogue of Life.